# Gaon Singles Chart 2015
Le Gaon Digital Chart, qui est une partie du Gaon Music Chart, est un classement des meilleures chansons en Corée du Sud. 
Les données sont collectées par la Korea Music Content Association. Il consiste en un classement hebdomadaire (du dimanche au samedi), mensuel et annuel. Ci-dessous se trouve une liste des chansons qui ont figuré dans le top des classements hebdomadaires et mensuels. 
Le Digital Chart classe les chansons selon leur performance sur le Gaon Download, Streaming, et aux classements BGM.

## Classements hebdomadaires
| Date de fin de semaine | Morceau                                                    | Artiste(s)                             | Total des téléchargements |
| ---------------------- | ---------------------------------------------------------- | -------------------------------------- | ------------------------- |
| 3 janvier              | Up & Down (hangeul: 위아래)                                | EXID                                   | 67,083                    |
| 10 janvier             | Deja-Boo (hangeul: 데자-부)                                | Jonghyun                               | 128,542                   |
| 17 janvier             | Fire (hangeul: 화)                                         | Mad Clown ft. Jinsil de Mad Soul Child | 180,252                   |
| 24 janvier             | I Have To Forget You (hangeul: 슬픔 속에 그댈 지워야만 해) | Jeong Seung-hwan, Park Yoon-ha         | 218,007                   |
| 31 janvier             | Cry Again (hangeul: 또 운다 또)                            | Davichi                                | 147,588                   |
| 7 février              | Just (hangeul: 그냥)                                       | Zion.T et Crush                        | 217,817                   |
| 14 février             | You from the Same Time (hangeul: 같은 시간 속의 너)        | Naul                                   | 164,060                   |
| 21 février             | You from the Same Time (hangeul: 같은 시간 속의 너)        | Naul                                   | 99,299                    |
| 28 février             | You from the Same Time (hangeul: 같은 시간 속의 너)        | Naul                                   | 73,534                    |
| 7 mars                 | Love Mash (hangeul: 사랑범벅)                              | MC Mong ft. Chancellor de The Channels | 215,929                   |
| 14 mars                | Love Mash (hangeul: 사랑범벅)                              | MC Mong ft. Chancellor de The Channels | 88,662                    |
| 21 mars                | Snow of April (hangeul: 사월의 눈)                         | Huh Gak                                | 222,026                   |
| 28 mars                | Puss                                                       | Shin Jimin ft. Iron                    | 164,512                   |
| 4 avril                | Only You (hangeul: 다른 남자 말고 너)                      | Miss A                                 | 295,973                   |
| 11 avril               | Only You (hangeul: 다른 남자 말고 너)                      | Miss A                                 | 152,259                   |
| 18 avril               | Who's Your Mama? (hangeul: 어머님이 누구니)                | Park Jin-young ft. Jessi               | 274,797                   |
| 25 avril               | Who's Your Mama? (hangeul: 어머님이 누구니)                | Park Jin-young ft. Jessi               | 111,155                   |
| 2 mai                  | Loser                                                      | Big Bang                               | 256,398                   |
| 9 mai                  | Loser                                                      | Big Bang                               | 223,076                   |
| 16 mai                 | Loser                                                      | Big Bang                               | 121,787                   |
| 23 mai                 | Heart (hangeul: 마음)                                      | IU                                     | 324,925                   |
| 30 mai                 | View                                                       | SHINee                                 | 77,304                    |
| 6 juin                 | Bang Bang Bang (hangeul: 뱅뱅뱅)                           | Big Bang                               | 339,856                   |
| 13 juin                | Love Me Right                                              | EXO                                    | 93,114                    |
| 20 juin                | Shouldn't Have (hangeul: 이럴거면 그러지말지)              | Baek A-yeon ft. Younghyun              | 145,898                   |
| 27 juin                | Shake It                                                   | Sistar                                 | 312,845                   |
| 4 juillet              | If You                                                     | Big Bang                               | 308,120                   |
| 11 juillet             | Party                                                      | Girls' Generation                      | 256,390                   |
| 18 juillet             | Come and Goes (hangeul: 와리가리)                          | hyukoh                                 | 195,640                   |
| 25 juillet             | Yanghwa BRDG (hangeul: 양화대교)                           | Zion.T                                 | 191,082                   |
| 1er août               | Wi Ing Wi Ing (hangeul: 위잉위잉)                          | hyukoh                                 | 142,612                   |
| 8 août                 | Let's Not Fall In Love (hangeul: 우리 사랑하지 말아요)     | Big Bang                               | 314,944                   |
| 15 août                | Let's Not Fall In Love (hangeul: 우리 사랑하지 말아요)     | Big Bang                               | 145,026                   |
| 22 août                | Oppa's Car (hangeul: 오빠차)                               | Incredivle, Tablo, Jinusean            | 198,694                   |
| 29 août                | Leon (hangeul: 레옹)                                       | Park Myeong-soo, IU                    | 522,121                   |
| 5 septembre            | Leon (hangeul: 레옹)                                       | Park Myeong-soo, IU                    | 137,989                   |
| 12 septembre           | Leon (hangeul: 레옹)                                       | Park Myeong-soo, IU                    | 83,872                    |
| 19 septembre           | My Type (hangeul: 취향저격)                                | iKON                                   | 294,185                   |
| 26 septembre           | Get Some Air (hangeul: 바람이나 좀 쐐)                     | Gary ft. Miwoo                         | 336,357                   |
| 3 octobre              | Love Again (hangeul: 또 다시 사랑)                         | Im Chang-jung                          | 218,830                   |
| 10 octobre             | I                                                          | Taeyeon ft. Verbal Jint                | 313,950                   |
| 17 octobre             | No Make Up                                                 | Zion.T                                 | 306,517                   |
| 24 octobre             | Twenty-three (hangeul: 스물셋)                             | IU                                     | 299,569                   |
| 31 octobre             | Twenty-three (hangeul: 스물셋)                             | IU                                     | 193,394                   |
| 7 novembre             | Boys and Girls                                             | Zico ft. Babylon                       | 256,632                   |
| 14 novembre            | Let's Hug (hangeul: 안아보자)                              | 4Men                                   | 172,348                   |
| 21 novembre            | Apology (hangeul: 지못미)                                  | iKON                                   | 201,763                   |
| 28 novembre            | A Little Girl (hangeul: 소녀)                              | Oh Hyuk                                | 248,144                   |
| 5 décembre             | Daddy                                                      | Psy ft. CL                             | 296,737                   |
| 12 décembre            | Eureka                                                     | Zico ft. Zion.T                        | 223,567                   |
| 19 décembre            | This Is Love (hangeul: 사랑이 맞을거야)                    | Yoon Mi-rae                            | 259,952                   |
| 26 décembre            | Again (hangeul: 다시)                                      | Turbo                                  | 167,121                   |

## Classements mensuels
| Mois      | Morceau                                                | Artiste                                | Total des téléchargements |
| --------- | ------------------------------------------------------ | -------------------------------------- | ------------------------- |
| Janvier   | Fire (hangeul: 화)                                     | Mad Clown ft. Jinsil de Mad Soul Child | 471,252                   |
| Février   | You from the Same Time (hangeul: 같은 시간 속의 너)    | Naul                                   | 540,869                   |
| Mars      | Love Mash (hangeul: 사랑 범벅)                         | MC Mong ft. Chancellor de The Channel  | 420,354                   |
| Avril     | Only You (hangeul: 다른 남자 말고 너)                  | Miss A                                 | 539,864                   |
| Mai       | Loser                                                  | Big Bang                               | 771,212                   |
| Juin      | Bang Bang Bang (hangeul: 뱅뱅뱅)                       | Big Bang                               | 681,111                   |
| Juillet   | If You                                                 | Big Bang                               | 627,808                   |
| Août      | Let's Not Fall In Love (hangeul: 우리 사랑하지 말아요) | Big Bang                               | 648,522                   |
| Septembre | Leon (hangeul: 레옹)                                   | Park Myeong-soo, IU                    | 324,094                   |
| Octobre   | I                                                      | Taeyeon ft. Verbal Jint                | 673,941                   |
| Novembre  | Boys and Girls                                         | Zico ft. Babylon                       | 523,553                   |
| Décembre  | Daddy                                                  | PSY ft. CL                             | 580,551                   |